# Dwars door het Hageland 2022
La 17.ª edición de la clásica ciclista Dwars door het Hageland fue una carrera en Bélgica que se celebró el 11 de junio de 2022 con inicio en la ciudad Aarschot y final en la ciudad de Diest sobre un recorrido de 177 kilómetros.
La carrera formó parte del UCI ProSeries 2022, calendario ciclístico mundial de segunda división, dentro de la categoría UCI 1.Pro y fue ganada por el neerlandés Oscar Riesebeek del Alpecin-Fenix. Completaron el podio, como segundo y tercer clasificado respectivamente, el belga Gianni Vermeersch del Alpecin-Fenix y el francés Florian Sénéchal del Quick-Step Alpha Vinyl.

## Equipos participantes
Tomaron parte en la carrera 20 equipos: 7 de categoría UCI WorldTeam invitados por la organización, 6 de categoría UCI ProTeam, 5 de categoría Continental. Formaron así un pelotón de 118 ciclistas de los que acabaron 54. Los equipos participantes fueron:
| WorldTeams (7)- Quick-Step Alpha Vinyl - Lotto-Soudal - Intermarché-Wanty-Gobert Matériaux - Cofidis - Israel-Premier Tech - BikeExchange-Jayco - UAE Team Emirates ProTeams (6)- Uno-X Pro Cycling Team - Alpecin-Fenix - Bingoal Pauwels Sauces WB - Sport Vlaanderen-Baloise - B&B Hotels-KTM - Arkéa-Samsic Equipos continentales (4)- Geofco Doltcini Matériel-vélo.com - Minerva Cycling Team - Tarteletto-Isorex - Baloise Trek Lions Unknown team category- Pauwels Sauzen-Bingoal |
| |

## Clasificación final
- La clasificación finalizó de la siguiente forma:[3]

| \| Clasificación general \| Clasificación general \| Clasificación general \| Clasificación general \| Clasificación general \| \| Ciclista \| Ciclista \| Equipo \| Tiempo \| \| \| --------------------- \| --------------------- \| ---------------------------------- \| --------------------- \| --------------------- \| \| 1.º \| Oscar Riesebeek \| Alpecin-Fenix \| 4 h 06 min 59 s \| \| \| 2.º \| Gianni Vermeersch \| Alpecin-Fenix \| + 1 s \| \| \| 3.º \| Florian Sénéchal \| Quick-Step Alpha Vinyl \| + 3 s \| \| \| 4.º \| Stan Van Tricht \| Quick-Step Alpha Vinyl \| + 6 s \| \| \| 5.º \| Loïc Vliegen \| Intermarché-Wanty-Gobert Matériaux \| + 6 s \| \| \| 6.º \| Arnaud De Lie \| Lotto-Soudal \| + 6 s \| \| \| 7.º \| Tom Devriendt \| Intermarché-Wanty-Gobert Matériaux \| + 6 s \| \| \| 8.º \| Piet Allegaert \| Cofidis \| + 6 s \| \| \| 9.º \| Clément Russo \| Arkéa-Samsic \| + 9 s \| \| \| 10.º \| Rasmus Tiller \| Uno-X Pro Cycling Team \| + 9 s \| \| |                   |                                    |                 |
| |                   |                                    |                 |
| Fuente: ProCyclingStats |                   |                                    |                 |
| Clasificación general |                   |                                    |                 |
| Ciclista | Ciclista          | Equipo                             | Tiempo          |
| 1.º | Oscar Riesebeek   | Alpecin-Fenix                      | 4 h 06 min 59 s |
| 2.º | Gianni Vermeersch | Alpecin-Fenix                      | + 1 s           |
| 3.º | Florian Sénéchal  | Quick-Step Alpha Vinyl             | + 3 s           |
| 4.º | Stan Van Tricht   | Quick-Step Alpha Vinyl             | + 6 s           |
| 5.º | Loïc Vliegen      | Intermarché-Wanty-Gobert Matériaux | + 6 s           |
| 6.º | Arnaud De Lie     | Lotto-Soudal                       | + 6 s           |
| 7.º | Tom Devriendt     | Intermarché-Wanty-Gobert Matériaux | + 6 s           |
| 8.º | Piet Allegaert    | Cofidis                            | + 6 s           |
| 9.º | Clément Russo     | Arkéa-Samsic                       | + 9 s           |
| 10.º | Rasmus Tiller     | Uno-X Pro Cycling Team             | + 9 s           |

## UCI World Ranking
La Dwars door het Hageland otorgó puntos para el UCI World Ranking para corredores de los equipos en las categorías UCI WorldTeam, UCI ProTeam y Continental. Las siguientes tablas muestran el baremo de puntuación y los 10 corredores que obtuvieron más puntos:
| Posición              | 1.º | 2.º | 3.º | 4.º | 5.º | 6.º | 7.º | 8.º | 9.º | 10.º | 11.º | 12.º | 13.º | 14.º | 15.º | 16.º-30.º | 31.º-40.º |
| Clasificación general | 200 | 150 | 125 | 100 | 85  | 70  | 60  | 50  | 40  | 35   | 30   | 25   | 20   | 15   | 10   | 5         | 3         |

| Clasificación |                   |                                    |         |
| Posición      | Ciclista          | Equipo                             | General |
| ------------- | ----------------- | ---------------------------------- | ------- |
| 1.º           | Oscar Riesebeek   | Alpecin-Fenix                      | 200     |
| 2.º           | Gianni Vermeersch | Alpecin-Fenix                      | 150     |
| 3.º           | Florian Sénéchal  | Quick-Step Alpha Vinyl             | 125     |
| 4.º           | Stan Van Tricht   | Quick-Step Alpha Vinyl             | 100     |
| 5.º           | Loïc Vliegen      | Intermarché-Wanty-Gobert Matériaux | 85      |
| 6.º           | Arnaud De Lie     | Lotto Soudal                       | 70      |
| 7.º           | Tom Devriendt     | Intermarché-Wanty-Gobert Matériaux | 60      |
| 8.º           | Piet Allegaert    | Cofidis                            | 50      |
| 9.º           | Clément Russo     | Arkéa Samsic                       | 40      |
| 10.º          | Rasmus Tiller     | Uno-X                              | 35      |